# Episodi di Rosewood (seconda stagione)
La seconda e ultima stagione della serie televisiva Rosewood, composta da 22 episodi, è stata trasmessa sul canale statunitense Fox dal 22 settembre 2016 al 28 aprile 2017.
In Italia la stagione è andata in onda in prima visione sul canale satellitare Fox Crime dal 9 giugno al 15 settembre 2017. In chiaro è stata trasmessa su Rai 2 dal 10 luglio al 6 settembre 2018.
| n° | Titolo originale                   | Titolo italiano                 | Prima TV USA      | Prima TV Italia   |
| -- | ---------------------------------- | ------------------------------- | ----------------- | ----------------- |
| 1  | Forward Motion and Frat Life       | Segreti e confraternite         | 22 settembre 2016 | 9 giugno 2017     |
| 2  | Secrets and Silent Killers         | Assassini silenziosi            | 29 settembre 2016 | 16 giugno 2017    |
| 3  | Eddie and the Empire State of Mind | Verità nascoste                 | 6 ottobre 2016    | 23 giugno 2017    |
| 4  | Boatopsy and Booty                 | Autopsie e bottini              | 13 ottobre 2016   | 30 giugno 2017    |
| 5  | Spirochete and Santeria            | Il potere del sangue            | 27 ottobre 2016   | 7 luglio 2017     |
| 6  | Tree Toxins and Three Stories      | Nuove prospettive               | 3 novembre 2016   | 14 luglio 2017    |
| 7  | Lidocaine and Long-Term Lust       | Ossessione e perfezione         | 10 novembre 2016  | 21 luglio 2017    |
| 8  | Prosopagnosia and Parrot Fish      | Oltre i suoi occhi              | 17 novembre 2016  | 28 luglio 2017    |
| 9  | Half-Life and Havana Nights        | Verità e cuba libre             | 1º dicembre 2016  | 4 agosto 2017     |
| 10 | Bacterium and the Brothers Panitch | Il karma e i fratelli Panitch   | 6 gennaio 2017    | 4 agosto 2017     |
| 11 | Mummies and Meltdowns              | Mummie e collassi               | 13 gennaio 2017   | 11 agosto 2017    |
| 12 | Asphyxiation and Aces              | L'arte della fuga               | 20 gennaio 2017   | 11 agosto 2017    |
| 13 | Puffer Fish & Personal History     | Il socio                        | 27 gennaio 2017   | 18 agosto 2017    |
| 14 | White Matter and the Ways Back     | Realtà virtuale e omicidi reali | 3 febbraio 2017   | 18 agosto 2017    |
| 15 | Clavicle Trauma & Closure          | Soldi, sesso e vendetta         | 10 febbraio 2017  | 25 agosto 2017    |
| 16 | Benzodiazepine & the Benjamins     | La balena bianca                | 17 febbraio 2017  | 25 agosto 2017    |
| 17 | Radiation & Rough Landings         | Amori fra le stelle             | 24 febbraio 2017  | 1º settembre 2017 |
| 18 | Fairy Tales & Frozen Truths        | Fiabe e gelide verità           | 31 marzo 2017     | 1º settembre 2017 |
| 19 | Naegleria & Neighborhood Watch     | Il giustiziere                  | 7 aprile 2017     | 8 settembre 2017  |
| 20 | Calliphoridae & Country Roads      | I segreti di Marshwood          | 14 aprile 2017    | 8 settembre 2017  |
| 21 | Amparo & the American Dream        | Il sogno americano              | 21 aprile 2017    | 15 settembre 2017 |
| 22 | Blistering Heat & Brotherly Love   | Amore fraterno                  | 28 aprile 2017    | 15 settembre 2017 |